# Floris van Rekom
Floris van Rekom (* 8. Mai 1991 in Apeldoorn) ist ein niederländischer Volleyballspieler.

## Karriere
Van Rekom begann seine Karriere 2008 bei Sliedrecht Sport. Nach einem Jahr wechselte er zu Dynamo Apeldoorn. Mit dem Verein gewann der Außenangreifer 2010 das Double aus Pokal und Meisterschaft sowie 2011 erneut den Pokal. Mit der niederländischen Nationalmannschaft gewann er 2012 die Europaliga. Anschließend wechselte er zum italienischen Erstligisten Sir Safety Perugia. In der Saison 2013/14 spielte er bei VC Argex Duvel Puurs und im folgenden Jahr beim belgischen Verein Topvolley Antwerpen. 2015 wechselte er zum französischen Erstligisten Nantes Rezé Métropole Volley. In der Saison 2018/19 war er beim Ligakonkurrenten Tours Volley-Ball aktiv. Mit Tours gewann er den französischen Pokal und die Meisterschaft. Danach wechselte er zum deutschen Bundesligisten United Volleys Frankfurt.